# Baigneaux, Gironde

Baigneaux este o comună în departamentul Gironde din sud-vestul Franței. În 2009 avea o populație de 341 de locuitori.

## Evoluția populației
| An        | 1975 | 1982 | 1990 | 1999 | 2006 | 2009 |
| --------- | ---- | ---- | ---- | ---- | ---- | ---- |
| Populație | 153  | 160  | 221  | 245  | 286  | 341  |